# Будет ласковый дождь
«Бу́дет ла́сковый дождь» (англ. There Will Come Soft Rains) — короткий рассказ Рэя Брэдбери в постапокалиптическом жанре из цикла «Марсианские хроники». Впервые был издан в 1950 году и в двух версиях: в качестве одностраничного рассказа в еженедельнике «Collier's Weekly» 6 мая 1950 года и в качестве одной из глав романа вышеупомянутых «Марсианских хроник» 4 мая 1950 года. Считается одним из самых известных научно-фантастических рассказов.
Действие рассказа происходит в Аллендейле в Калифорнии. Название происходит от одноимённого стихотворения Сары Тисдейл, цитируемого в произведении.

## Сюжет
В одночасье произошла катастрофа — весь город был сметён ядерным смерчем, не оставившим в живых никого из людей. Но в одном-единственном чудом уцелевшем «умном» доме продолжается размеренный и устоявшийся распорядок дня: автоматические системы дома готовят завтрак, убирают дом, заправляют постели, моют посуду, напевая, нашёптывая, скандируя, обращаясь к людям, не подозревая, что от их хозяев, семьи Макклеллан, не осталось ничего; единственное напоминание о них — белые тени на одной из стен дома, почерневшей от мощной вспышки. Хозяев больше нет, но дом рьяно охраняет их покой, отпугивая случайно выживших птиц закрывающимися ставнями. В двенадцать часов дня к дому пришёл пёс, он истерически лаял, искал хозяев, и поняв, что дом пуст, умер в приступе бешенства. А вечером автомат, не получив ответа хозяйки на своё предложение прослушать стихи, декламирует для неё её любимые: «Будет ласковый дождь» Сары Тисдейл.
Случайно возникший на кухне пожар распространяется на весь дом, пожирая всё, что осталось от прежней жизни — микрофильмы, книги, мебель, комнаты. Автоматы пытаются тушить дом, через некоторое время включается и система пожаротушения, но вскоре в огне сгорает центральный управляющий компьютер дома, в результате чего она перестаёт функционировать и, в конце концов, дом сгорает дотла. На следующее утро в радиоактивном рассвете в уцелевшей стене остаётся один-единственный голос, без конца повторяющий: «Сегодня 5 августа 2026 года, сегодня 5 августа 2026 года…».

### Версии
- В журнальной версии действие длится с 28 апреля по 29 апреля 1985 года, в «Марсианских хрониках» — с 4 августа по 5 августа 2026 года (в 1997 году было выпущено новое издание «Марсианских хроник», где год действия был изменён на 2057-й). Дата в журнальной версии отсылает ко времени действия стихотворения Сары Тисдейл, дата в книжной версии — к дате бомбардировки Хиросимы и Нагасаки.
- Журнальная версия начинается с пролога из двух абзацев, в которых описываются дом (упоминается, что он был построен в 1980 году и ничем не отличался от других домов, построенных в тот же год) и сама семья Макклеллан (их было четверо).
- Время, с которым связаны различные события рассказа, в разных версиях различается. В журнальной версии собака проникает в дом в 10:15, в книжной версии — в полдень.
- В журнальной версии отсутствует момент, где в детской комнате запускается анимация.
- Различается декламация стихотворения Сары Тисдейл. В книжной версии подчёркивается, что Тисдейл была любимой поэтессой миссис Макклеллан.

## В популярной культуре
- В 1956 году была выпущена радиопостановка для серии «Икс минус один» (англ. X Minus One).
- По мотивам рассказа студией «Узбекфильм» (СССР) в 1984 году был снят одноимённый мультфильм. Режиссёр: Назим Туляходжаев. Художник-постановщик: Сергей Алибеков, оператор: В. Никитин.
- В постапокалиптической компьютерной игре Fallout 3 в одной из локаций можно найти заброшенный дом с роботом, который всё ещё верно служит своим давно погибшим хозяевам. При помощи компьютерного терминала, находящегося в подсобном помещении, роботу можно давать различные указания. Если его попросить почитать стихи детям, робот прочтёт «Будет ласковый дождь». Также из терминала и вывески на стене дома можно узнать, что дом, как и в рассказе Брэдбери, принадлежал семье Маклелланов. За домом лежит труп собаки из того же рассказа.
- В рассказе описана детская комната со стенами-экранами. Похожая комната является центральным образом рассказа «Вельд». Стены-экраны были также у «гостиной» в романе «451 градус по Фаренгейту».
- Кадры из мультфильма показаны в клипе песни группы Voices of peace (Noize MC, Монеточка, Витя Исаев) «Криокамеры», вышедшем в сентябре 2022 года[1].
  - Эти же кадры из мультфильма лежат в основе неофииального лирик-видео на песню «Атомная зима» группы Otto Dix. Видео смонтировано фронтменом группы — Михаэлем Драу.